# Линник, Леонид Андреевич
Леони́д Андре́евич Ли́нник (1927—2012) — советский и украинский офтальмолог, автор лазерных медицинских технологий. Главный научный сотрудник, заведующий отделом изучения биологического воздействия лазерного излучения на ткани глаза Института глазных болезней и тканевой терапии имени В. П. Филатова Национальной академии наук Украины (Одесса), доктор медицинских наук (1976), профессор (1982).

## Ранние годы
Родился 2 октября 1927 года в городе Каменское Днепропетровского округа Украинской ССР (ныне — Днепропетровской области Украины). Успел окончить 6 классов до Великой Отечественной войны. С 1941 по 1943 год находился в оккупированном немцами Днепродзержинске (название Каменского в 1936—2016 годах). Короткое время находился в действующей Красной Армии, в 1943 году был ранен. В 1946 году окончил 10-летнюю школу и поступил в медицинский институт.

## Научная деятельность
В 1951 году окончил Днепропетровский медицинский институт. Является учеником академиков В. П. Филатова и Н. А. Пучковской. Основными направлениями в научной деятельности Л. А. Линника стали экспериментальные, клинические исследования действия лазерного излучения на глаз, создание лазерных технологий и приборов для использования в офтальмологии. В 1963 году профессор Л. А. Линник впервые в мире применил лазерное излучение в медицине, в частности в офтальмологии. Близко сотрудничал с главным конструктором ОКБ-16 (КБ «Точмаш») Александром Эммануиловичем Нудельманом и в течение ряда лет выполнял экспериментальные исследования и клиническое внедрение разрабатываемых лазерных приборов. Лаборатория профессора Линника получила первые в СССР офтальмокоагуляторы, разработанные в ОКБ-16.
За время своей работы подготовил 15 кандидатов медицинских наук. Автор 112 научных работ, 6 методических рекомендаций, 17 патентов на изобретения.
По роду своей деятельности был знаком и дружил с Тодором Живковым, Генеральный секретарём ЦК Болгарской коммунистической партии.

## Членство в профессиональных обществах
Состоял членом Общества офтальмологов Украины.

## Награды
- В 1967 году за разработку первых лазерных офтальмокоагуляторов был награждён серебряной медалью ВДНХ СССР, присуждена премия им. С. В. Вавилова.
- Медаль «За трудовую доблесть» (1976)
- Медаль «Ветеран труда» (1985)
- Орден «Трудового красного знамени» (1986)

## Фильмы
- В 1971 году Одесская киностудия выпустила художественный фильм «Синее небо» (режиссёр Марк Толмачёв, сценарист Игорь Неверов, оператор Фёдор Сильченко) о начале лазерной эры в медицине, а именно в офтальмологии. Действие происходит в стенах НИИ глазных болезней им. В. П. Филатова. Прообразом главного героя, врача Андрея Тарана, послужил Л. А. Линник, впервые в мире применивший лазерное излучение для коагуляции сетчатки.